# Schallschnelle
| Schallgrößen |
| --- |
| - Schallauslenkung {\displaystyle \xi } - Schalldruck {\displaystyle p} - Schalldruckpegel {\displaystyle L_{p}} - Schallenergiedichte {\displaystyle E} - Schallenergie {\displaystyle W} - Schallfluss {\displaystyle q} - Schallgeschwindigkeit {\displaystyle c_{\text{S}}} - Schallimpedanz {\displaystyle Z} - Schallintensität {\displaystyle I} - Schallleistung {\displaystyle P_{\text{ak}}} - Schallschnelle {\displaystyle v} - Schallschnelleamplitude {\displaystyle v} - Schallstrahlungsdruck |

Die Schallschnelle, Formelzeichen {\displaystyle {\vec {v}}} (auch {\displaystyle {\vec {u}}}), gibt an, mit welcher Wechselgeschwindigkeit die Luftteilchen (bzw. Teilchen des Schallübertragungsmediums) um ihre Ruhelage schwingen; also die Momentangeschwindigkeit eines schwingenden Teilchens. Die zugehörige logarithmische Größe ist der Schallschnellepegel.
Die Schallschnelle hängt vor allem von der 'Frequenz' (Tonhöhe, bzw. Schallenergie eines Rauschens oder anderer komplexer Wellenformen) und vom Schalldruckpegel eines gemessenen Schallereignisses ab, sowie ferner etwa von dem herrschenden Druck und der Trägheit des Mediums (Luft, Wasser, Feststoffe etc.).
Die Schallschnelle darf nicht mit der Schallgeschwindigkeit c, also der Phasengeschwindigkeit der Schallwellen oder der Gruppengeschwindigkeit im Übertragungsmedium, verwechselt werden, obwohl diese auch in m/s gemessen werden.

## Definition, verwandte Größen
Die Schallschnelle ist in der Akustik eine vektorielle Schallfeldgröße, die oft kurz als „Schnelle“ bezeichnet und in m/s angegeben wird. Sie berechnet sich als zeitliche Ableitung der Auslenkung {\displaystyle {\vec {\xi }}} (Schallauslenkung bzw. Schallausschlag) des Teilchens:
{\displaystyle {\vec {v}}={\frac {\mathrm {d} {\vec {\xi }}}{\mathrm {d} t}}={\dot {\vec {\xi }}}\,}.
Folgt die Auslenkung z. B. einer Sinus-Schwingung (Ton), so folgt die Schallschnelle ihrer zeitlichen Ableitung, einer Cosinus-Schwingung. In diesem Fall ist die Schallschnelle jeweils Null (Nulldurchgang), wenn die Auslenkung aus der Ruhelage (in positiver oder negativer Richtung) am größten ist, und umgekehrt.
Die zeitliche Ableitung der Schallschnelle ist wiederum die Schallbeschleunigung:
{\displaystyle {\vec {a}}={\dot {\vec {v}}}\,}.
Vor allem für mathematische Berechnungen wird das Schnellepotenzial verwendet.

## Schallschnellepegel
Da die Schallschnelle eine Vektorgröße ist, wird für Zahlenwertangaben häufig vom Betrag oder den Komponenten des Vektors der Effektivwert {\displaystyle {\tilde {v}}} gebildet. Dadurch kann eine Angabe als Pegel in Dezibel erfolgen (Schallschnellepegel):
{\displaystyle L_{v}=10\lg \left({\frac {\tilde {v}}{v_{0}}}\right)^{2}\mathrm {dB} =20\lg \left({\frac {\tilde {v}}{v_{0}}}\right)\mathrm {dB} .}
v0 ist der Bezugswert. In Europa ist ein Bezugswert von
{\displaystyle v_{0}=5{,}0\cdot 10^{-8}\,{\frac {\mathrm {m} }{\mathrm {s} }}}
üblich. Dieser Wert entspricht in etwa der Schallschnelle in einer ebenen Welle in Luft mit einem Schalldruckpegel von 0 dB (Effektivwert des Schalldrucks = {\displaystyle 2\cdot 10^{-5}\,\mathrm {Pa} }). Teilweise wird aber auch ein Bezugswert von {\displaystyle v_{0}=1\,{\tfrac {\mathrm {m} }{\mathrm {s} }}} verwendet.

## Zusammenhang mit anderen Größen
Die Schallschnelle ist über die Euler-Gleichung mit dem Schalldruck verknüpft. Dies wird z. B. bei der Bestimmung der Schallintensität ausgenutzt, also des Produkts von Schallschnelle und Schalldruck. Bei einer ebenen fortschreitenden Welle sind Schallschnelle und Schalldruck phasengleich.
Die Schallschnelle v in m/s ist bei ebenen fortschreitenden Schallwellen:
{\displaystyle v={\frac {p}{Z}}={\frac {I}{p}}={\sqrt {\frac {I}{Z}}}=\xi \cdot \omega ={\frac {a}{\omega }}={\sqrt {\frac {E}{\rho }}}={\sqrt {\frac {P_{\mathrm {ak} }}{Z\cdot A}}}.}
Hierbei stehen die Formelzeichen für folgende Größen:
| Symbol                                                 | Einheiten     | Bedeutung                                   |
| ------------------------------------------------------ | ------------- | ------------------------------------------- |
| v                                                      | m/s           | Schallschnelle                              |
| p                                                      | Pascal = N/m² | Schalldruck                                 |
| Z = c · ρ                                              | N·s/m3        | Schallkennimpedanz, Akustische Feldimpedanz |
| I                                                      | W/m2          | Schallintensität                            |
| ξ                                                      | m, Meter      | Schallauslenkung                            |
| {\displaystyle \omega } = 2 · {\displaystyle \pi } · f | rad/s         | Kreisfrequenz                               |
| a                                                      | m/s2          | Schallbeschleunigung                        |
| ρ                                                      | kg/m3         | Luftdichte, Dichte der Luft (des Mediums)   |
| f                                                      | Hertz, 1/s    | Frequenz                                    |
| E                                                      | W·s/m3        | Schallenergiedichte                         |
| Pak                                                    | W, Watt       | Schallleistung                              |
| A                                                      | m2            | Durchschallte Fläche                        |
| c                                                      | m/s           | Schallgeschwindigkeit                       |

## Messung
Die Messung der Schallschnelle gestaltet sich schwierig, weil eine Membran, wie sie in Mikrofonen verwendet wird, der Bewegung der Luftteilchen trägheitsfrei folgen und daher praktisch masselos sein müsste.
- Bändchenmikrofone erreichen sehr geringe Membranmassen und könnten daher mit Einschränkungen als Schallschnelleempfänger gesehen werden; Mikrofonentwickler widersprechen dieser Annahme und verwenden lieber das Wort Druckgradientenmikrofon.
- Hitzdrahtmikrofone erlauben die Erfassung des Effektivwertes der Schallschnelle in bestimmten Richtungen, geben aber das akustische Signal nicht wieder.
- Das Verfahren Laser-Doppler-Anemometrie ist genau, aber aufwändig.
- Meistens wird die Schallschnelle mit Hilfe der Zweimikrofontechnik bestimmt.